# 見老津站
見老津站（日语：／ Mirozu eki */?）是位於和歌山縣東牟婁郡周參見町見老津，西日本旅客鐵道（JR西日本）的紀勢本線（紀國線）車站。
在此站至周參見站之間距離近10公里，中途設有雙子山信號站。

## 歷史
- 1938年（昭和13年）9月7日 - 國鐵紀勢西線周參見站至江住站之間開通，此站啟用[1]。
- 1959年（昭和34年）7月15日 - 三木里站至新鹿站之間開通，同時路線改名為紀勢本線[1]。
- 1985年（昭和60年）3月14日 - 成為無人車站[2]。
- 1987年（昭和62年）4月1日 - 伴隨國鐵分割民營化，車站由西日本旅客鐵道（JR西日本）營運[1]。

## 車站構造
車站為地面車站，設有1面2線的島式月台，可進行列車交會。車站大樓於路線西邊，與月台之間設有站內平交道（設有遮斷機和警報器）和斜道。路軌與國道之間的空間狹窄，因此車站大樓的出入口位於側面。車站大樓為木造建築物。廁所設置於車站大樓旁邊。
車站由新宮站管理的無人車站。沒有設置自動售票機，但設有乘車站證明票發票機，但是已經損壞（截至2014年8月）。售票櫃臺已經用木板圍封。車站大樓內設有迷你水族館（南紀枯木灘海洋生物研究所）。在2018年9月，周參見町觀光協會借用JR西日本的車站大樓，作為觀光資訊中心和咖啡廳。
車站大樓內也設有車站記事簿。

### 月台
| 月台 | 路線   | 方向                 |
| ---- | ------ | -------------------- |
| 1    | 紀國線 | 紀伊田邊、和歌山方向 |
| 2    | 紀國線 | 串本、新宮方向       |

- 以上的路線名是使用旅客資訊上的名稱（愛稱）。

## 使用狀況
以下列出近年1日平均乘車人次。
| 年度   | 一日平均 乘車人次 |
| ------ | ----------------- |
| 1998年 | 27                |
| 1999年 | 27                |
| 2000年 | 19                |
| 2001年 | 13                |
| 2002年 | 12                |
| 2003年 | 10                |
| 2004年 | 9                 |
| 2005年 | 8                 |
| 2006年 | 7                 |
| 2007年 | 11                |
| 2008年 | 12                |
| 2009年 | 15                |
| 2010年 | 12                |
| 2011年 | 13                |
| 2012年 | 13                |
| 2013年 | 14                |
| 2014年 | 14                |
| 2015年 | 14                |
| 2016年 | 11                |
| 2017年 | 13                |

## 車站周邊
車站前的道路為國道42號，沿海邊行走。車站附近的海岸稱為枯木灘。
- 見老津保育所
- 大邊路（日语：大辺路） - 長井坂的登山口

## 相鄰車站
西日本旅客鐵道
 紀國線（紀勢本線）
江住－見老津－（雙子山信號站）－周參見

## 注腳
1. 1 2 3 4  曾根悟（監修）. 朝日新聞出版分冊百科編集部（編集） , 编. . 朝日百科週刊. 25號 紀勢本線、參宮線、名松線. 朝日新聞出版. 2010-01-10: 19–21.
2. ↑  日本國有鐵道公示S60.3.12公181
3. ↑  .   [2018年9月28日].
4. ↑  『和歌山縣統計年鑑』及『和歌山縣公共交通機關等資料集』

## 外部連結
- 見老津｜車站資訊：JR出門網 - 西日本旅客鐵道